# Driftsport

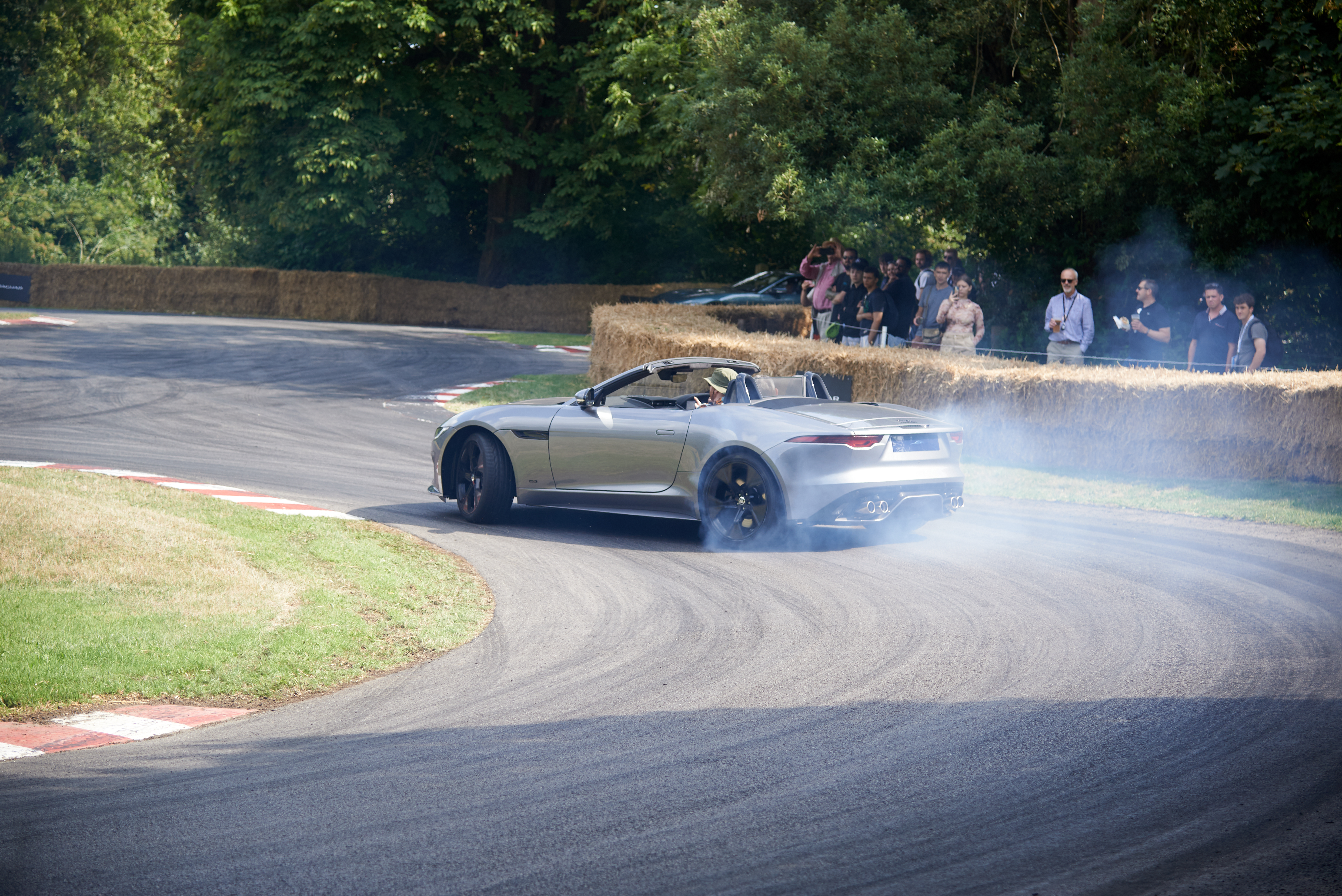
Ein Jaguar F-Type beim Driften.

Driftsport ist eine Motorsportart, die aus der gleichnamigen Fahrtechnik entstanden ist. Hierbei versucht der Fahrer sein Fahrzeug zum Übersteuern zu bringen, während er die Kontrolle und ein hohes Fahrtempo beibehält. Bei diesen Fahrmanövern zeigen die gelenkten Vorderräder zur Kurvenaußenseite, die hinteren Räder haben einen höheren Schräglaufwinkel als die Vorderräder. Als Motorsport-Wettbewerb wird das Driften weltweit ausgetragen, wobei es auf Geschwindigkeit, Driftwinkel und Eleganz der Drifts ankommt.

## Zielstellung des Driftsports
Im Motorsport gibt es zwei unterschiedliche Motive für das Driften. Einerseits wird es in Disziplinen wie Rallye, Speedway oder Supermoto genutzt, um besonders hohe Kurvengeschwindigkeiten zu erreichen. Dabei werden jedoch Fahrzeuge mit möglichst neutralem Eigenlenkverhalten angestrebt, weil das übersteuernde Verhalten dann erst bei stärkerer Querbeschleunigung auftritt, also letztlich größere Kurvengeschwindigkeiten erreichbar sind, die sich – wenn dies unvermeidlich ist – durch Überschreiten des Grenzbereichs und der Haftgrenze beim Drift maximal ausreizen lassen.
Anders verhält es sich beim Driftsport zu Show-Zwecken, hier spielt eine optimale Kurvenstabilität keine Rolle, sondern ganz im Gegenteil, ist ein möglichst frühzeitiges Ausbrechen des Fahrzeugs sogar erwünscht. Begünstigt wird es konstruktiv am Fahrzeug oder durch absichtlich destabilisierende Fahrmanöver.

## Geschichte
Die Entstehung als Motorsportart geht auf die Achtzigerjahre zurück. Japanische Tourenwagenfahrer nutzten die Fahrtechnik, um sich in Rennen einen Vorteil zu verschaffen. Inspiriert davon produzierte Keiichi Tsuchiya 1987 ein Video namens Pluspy, in dem er auf einem Toyota Corolla Levin auf öffentlichen Straßen driftete. Schon 1988 wurde unter dem Banner der D1 Grand Prix ein erster Wettbewerb in Japan ausgetragen. Erst Mitte der Neunzigerjahre wurden auch erste Veranstaltungen in den USA ausgetragen. Mittlerweile hatte der Sport aber auch weltweit an Popularität gewonnen. So ist in Deutschland die seit 1999 ausgetragene Internationale Driftchallenge (IDS) recht populär. Filme wie The Fast and the Furious, die sich im Umfeld der Tuner- und Driftszene bewegen, taten ihr Übriges. 2011 kam in Deutschland die Serie Drift United hinzu. Ab dem Jahr 2015 wurde die IDS in ADAC-Drift-Cup powered by IDS umbenannt.
Organisiert werden die Serien zumeist von privaten Veranstaltern. In den Anfängen gab es keine oberste Motorsportbehörde wie die FIA, die ein einheitliches Reglement erarbeitete. So wurden 2008 die ersten Drift-Weltmeisterschaften in Long Beach ausgetragen. Veranstaltet von Red Bull wurde Rhys Millen auf einem Pontiac Solstice GXP erster WM-Sieger. Das Feld bestand hauptsächlich aus Teilnehmern der US-amerikanischen Formula D (Formula Drift). Es waren aber auch einige wenige Japaner und Europäer am Start.
Seit 2015 gilt auch bei der FIA und den nationalen Verbänden wie dem DMSB der Driftsport als anerkannte offizielle Motorsportart. Innerhalb der Verbände wurden Fachausschüsse aufgebaut, um einheitliche Regeln und Sicherheitsstandards einzuführen und die Basis für Meisterschaften und nationale Prädikate zu schaffen.

## Wettbewerbe

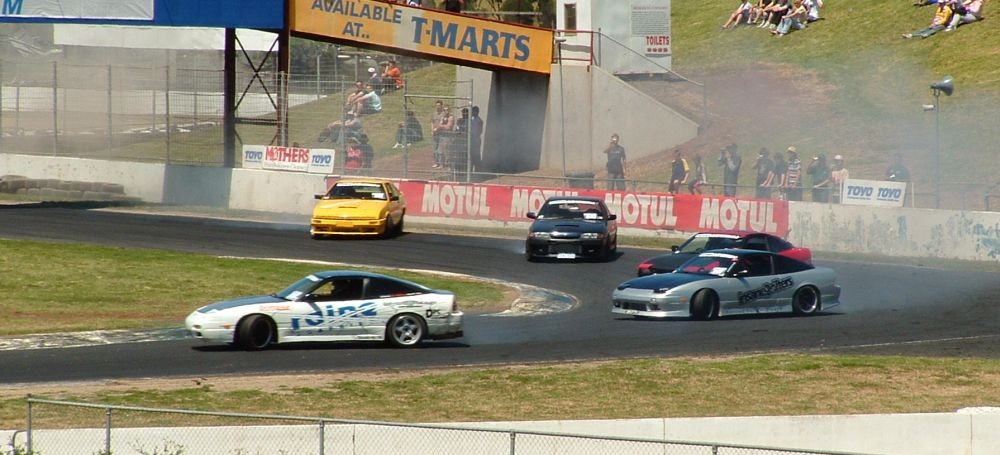
Team-Driften oder „Drift-Train“ (bei engerem Driften zusammen auch Tandem genannt)

Die Wettbewerbe werden üblicherweise mit einer Qualifikation begonnen. Hier müssen sich zumeist die besten 16 Fahrer mit guten Rennläufen für das Finale qualifizieren. Bei diesen Läufen sind die Fahrer in der Regel einzeln unterwegs. Die Strecken sind häufig nur einige hundert Meter lang und mehrheitlich kurvenreiche Abschnitte von richtigen Rennstrecken. So gibt es Drift-Veranstaltungen in der Sachskurve des Hockenheimrings, im Bereich Priory und Luffield des Silverstone Circuit oder auch auf Ovalkursen wie dem Irwindale Speedway in den USA. Hier wird sogar in den Steilkurven gedriftet.
Bei den Drifts kommt es auf die erreichte Geschwindigkeit, Driftwinkel, Linienwahl und den Stil an. So werden flüssiges Fahren und das nahe Heranfahren an Streckenbegrenzung und Gegner hoch bewertet. Die Bewertung übernehmen unabhängige Juroren. In den Finalläufen werden im Gegensatz zu der Qualifikation zwei Fahrzeuge gleichzeitig ins Rennen geschickt. Im direkten Duell wird die Strecke zweimal befahren, wobei jeder Fahrer einmal das Führungsfahrzeug ist und überholt werden darf. Entweder wird von der Jury direkt ein Sieger des Duells ermittelt, oder es werden pro Lauf Punkte vergeben, wobei die höchste Punktzahl über den Laufsieger entscheidet. So wird dann im K.-o.-System ein Sieger des Wettbewerbs ermittelt.
Zu Showzwecken sind manchmal mehr als zwei Fahrzeuge auf der Strecke. Auch der Veranstaltungsmodus variiert je nach Serie und Promoter. Drifter werden auch gern in Rennpausen bei Bergrennen eingesetzt. Wo das nicht möglich ist, fahren sie im Teilnehmerfeld mit, erreichen aber naturgemäß (Driften ist langsamer als korrektes Fahren) keine guten Platzierungen.

## Europameisterschaft der IDS
Seit dem Jahr 2012 veranstaltete die International Drift Series eine Europameisterschaft (EM). Als letzter Termin der Saison wird am Nürburgring (Müllenbachschleife) der Endlauf ausgetragen.

### Europameister der IDS
- 2012 – Patrick Ritzmann
- 2013 – Dimitri Lust (Pro-Wertung)
- 2013 – Jörg Stoll (Street-Wertung)

2013 fand der erste Wertungslauf der internationalen Serie Drift United statt. In dem Jahr wurde erstmals ein Drift United Champion gekürt und darf als Gewinner nach Las Vegas reisen.

## Fahrtechnik

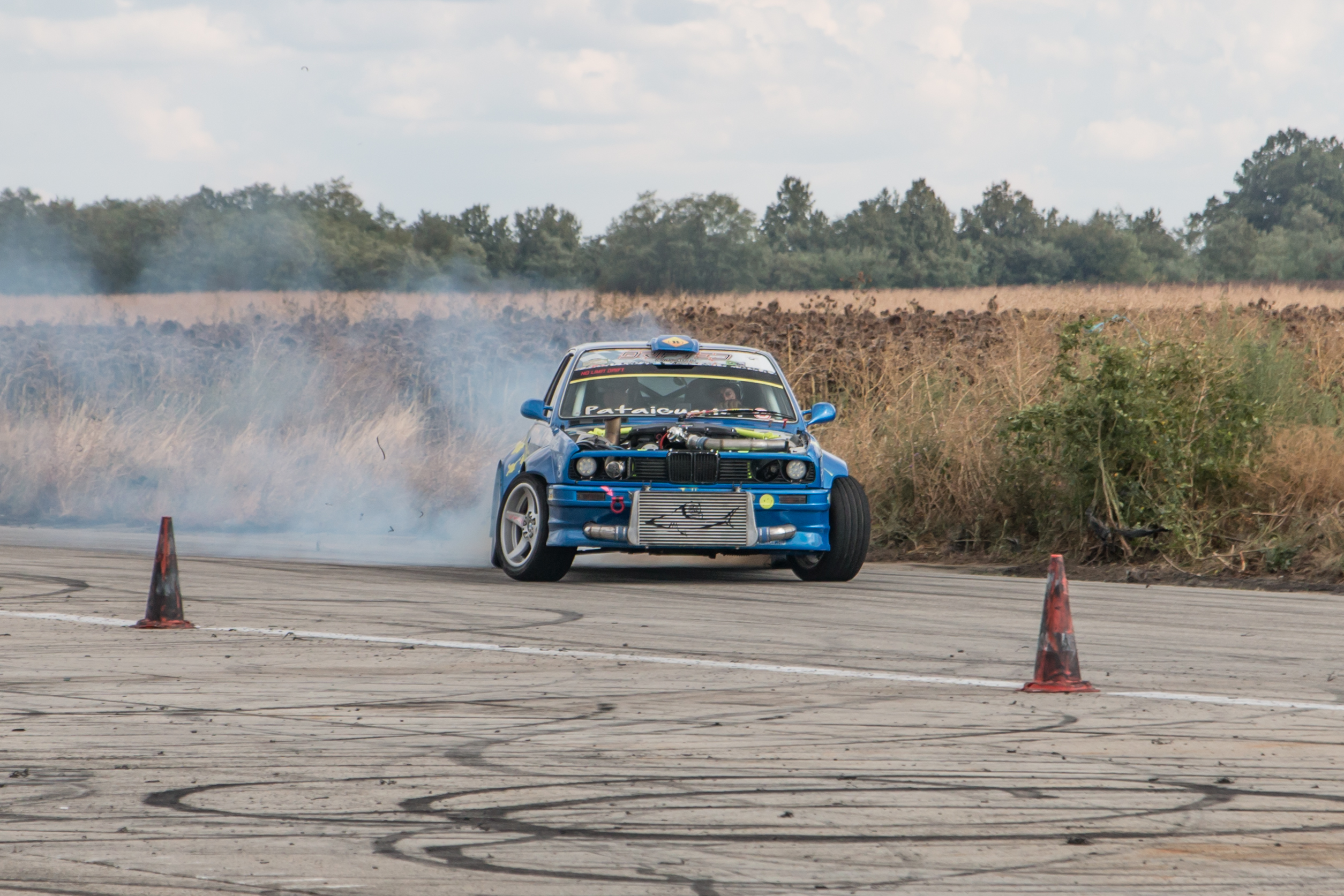
Ein zum Driftfahrzeug umgebauter BMW E30. Gut sichtbar sind die großen ausgestellten vorderen Radhäuser, die einen überproportional negativen Radsturz und einen wesentlich größeren Lenkwinkel erlauben. Der Motor des Fahrzeuges wurde gegen einen leistungsstarken V8-Motor getauscht, der mit Abgasturboaufladung und Rückkühlung ausgestattet ist

Diagram zur Darstellung von zwei Driftechniken (Lastwechsel und Clutch Kick)

Beim Driften werden meistens leichte Fahrzeuge mit Hinterradantrieb und hoher Motorleistung und Drehmoment eingesetzt. Populär sind Fahrzeugtypen wie der Nissan 350Z, Nissan Silvia oder der Toyota Corolla Levin, der auch in Pluspy zu sehen war. Fahrzeuge mit Allradantrieb, wie sie aus dem Rallyesport kommen, werden zumeist auf deutlichen Drehmomentüberschuss an der Hinterachse umgebaut, das sogenannte Countersteering bzw. Oversteering. Dieses bietet den Vorteil, gezielt über das Durchdrehen der Hinterräder den Driftwinkel zu kontrollieren (dennoch kann über die angetriebene Vorderachse die Lage des Fahrzeugs schnell verändert werden, während ein reiner Hinterradantrieb eine deutlich höhere Trägheit vorweist). Dieses Fahrverhalten heißt Power-Oversteer, also ein provoziertes Übersteuern durch schieren Überfluss an Motorleistung. Fronttriebler sind zum Driften ungeeignet, da sie zum Unter- statt zum Übersteuern neigen. Ein Übersteuern kann beim Frontantrieb aber durch das Einsetzen der Handbremse erzeugt werden. Dies wird jedoch als „Slide“ und nicht als „Drift“ bezeichnet.
Neben der Handbremse und dem Power-Oversteer wird das übermäßig schnelle Herunterschalten oder das Betätigen der Kupplung genutzt, um das Fahrzeug gezielt instabil zu machen. Diese Techniken werden als „Shift-Lock“ und „Clutch-Kick“ bezeichnet. Eine weitere Technik ist es, das Auto in eine Pendelbewegung zu bringen. Dabei versucht der Fahrer kleine Schlangenlinien zu fahren, sodass das Heck des Fahrzeugs bei einem plötzlichen und starken Einlenkmanöver ausbricht. Ein erfolgreiches Einleiten des Drifts wird hierbei „Feint“ genannt.
Eine weitere Technik ist, die Hinterachse des Wagens kurzzeitig auf einer Grasfläche neben der Strecke zu platzieren. Dabei wird der Wagen so aufgeschaukelt, dass das Heck über die Fläche neben dem Asphalt rutscht und damit die Haftung verliert. Sobald der Eingangsdriftwinkel erreicht ist, wird das Fahrzeug wieder auf dem Asphalt bewegt. Diese Technik wird als „Dirt-Drop“ bezeichnet.
Die Handbremse (E-Brake) selbst wird zudem nicht nur zum Einleiten des Drifts benutzt, sondern außerdem dazu verwendet, einen Drift deutlich zu verlängern, indem man Instabilität in den Fahrzustand bringt, während der Wagen schon dazu neigt, wieder Grip auf der Hinterachse aufzubauen. Eine weitere Einsatzmöglichkeit der E-Brake ist das Abbauen eines Geschwindigkeitsüberschusses zwischen Kurvenkombinationen. Wird zum Beispiel eine Kurve im vierten Gang gedriftet und folgt daraufhin eine Kurve, die den Drift im zweiten Gang voraussetzt, bietet es sich an, mittels der E-Brake den Driftwinkel vor Eingang der langsameren Kurve stark zu erhöhen und damit beim In-die-Kurve-Hineinrutschen Geschwindigkeit abzubauen.